# Pedro Xisto
Pedro Xisto Pereira de Carvalho, ou Pedro Xisto (Limoeiro, 1901 - São Paulo, 1987), foi um poeta visual, haicaísta, teórico da literatura, jornalista e professor brasileiro.

## Biografia
Advogado formado em Pernambuco, Pedro Xisto trabalhou como procurador do estado e adido cultural do Brasil em vários países e, inicia-se na produção de haiku em 1949.
A partir de 1957,  já produzia crítica de poesia convidado pelo diário paulista Folha da Manhã tendo escrito quatro textos “sobre teoria, história e razão de ser da poesia concreta na sociedade moderna brasileira” com o título igual de “Poesia em Situação”, transformado em livro posteriormente,  em 1960, pelo Grupo Concreto do Ceará.
Ligou-se à poesia concreta e ao grupo Noigandres, núcleo principal da poesia concreta em 1958 e passou a integrar o editorial da revista Invenção, a segunda revista do grupo, dirigida por Décio Pignatari desde o seu primeiro número, publicado em 1962.
Sua obra explorou, principalmente, elementos da poesia japonesa tradicional e da poesia concretista, tendo ele escrito poemas tanka e um maior número de haicais, tendo passagens pela escrita de sonetos à moda parnasiana na década de 1940, sendo os seus poemas visuais que chamou de “logogramas”, nos quais o autor buscou uma estruturação próxima dos ideogramas japoneses, conforme Antônio Miranda, que firmaram a imagem do poeta.
Sua produção poética faz parte de diversas antologias brasileiras e internacionais, de poesia visual e de haiku também, e seus poemas tanka foram mostrados no festival poético do ano novo, apresentado no Palácio Imperial japonês, no ano de 1974.

## Prêmios
Prêmio de poesia Fabio Prado (1961) e Prêmio International Pen Friend de São Paulo (1961), por Haikais & Concretos (1960).

## Obra
- Haikais & Concretos, 1960.
- 8 Haikais de Pedro Xisto (1960)
- Poesia em Situação (1960) – Crítica de poesia.
- Caderno de Aplicação (1966)
- Logogramas (1966)
- a e i o u; ou Vogaláxia (1966)
- Caminho (1979)
- Partículas (1984)